# طرخشقون شبه متوج
طرخشقون شبه متوج (باللاتينية: Taraxacum subcoronatum) هو نوع نباتي يتبع جنس الطرخشقون من القبيلة الشيكورية.